# Christoph Stumpf
Christoph Stumpf (* 27. September 1972 in Regensburg) ist ein deutscher Rechtswissenschaftler und Rechtsanwalt.

## Leben
Stumpf besuchte das Ludwigsgymnasium Straubing und das Reichsstadt-Gymnasium Rothenburg o.d.T. Nach dem Abitur begann er ab 1991 Rechtswissenschaft und Evangelische Theologie an der Rheinischen Friedrich-Wilhelms-Universität Bonn zu studieren. 1993 wechselte er für ein Semester an die Universität Wien und dann an die Eberhard-Karls-Universität Tübingen. 1994 ging er als Stipendiat der Hanns-Seidel-Stiftung an die Ludwig-Maximilians-Universität München. Er wurde im Corps Franconia München aktiv und machte 1996 das Referendarexamen. 1996/97 war er an der LMU wissenschaftlicher Mitarbeiter von Peter Schlosser.
Das Referendariat durchlief er am Landgericht Landshut, bei Gaedertz Vieregge Quack Kreile in Prag, bei Staatsanwaltschaft beim Landgericht München I, beim Landratsamt Bad Tölz-Wolfratshausen, bei der Schörghuber Unternehmensgruppe (seine Schwester Alexandra Schörghuber ist Stiftungsratsvorsitzende der Schörghuber Unternehmensgruppe), bei Clifford Chance in Frankfurt am Main und an der  Deutschen Botschaft in Neu-Delhi. Als Doktorand von Peter Landau wurde er zum Dr. iur. promoviert.
Mit einem Stipendium der Fritz Thyssen Stiftung ging er 1998 für drei Jahre an das Christ Church (Oxford). Bei Oliver O’Donovan schrieb er seine theologische Doktorarbeit über Hugo Grotius, mit der er zum DPhil (Oxon) promoviert wurde. 1999 war er Gastdozent an der Universität Tartu. Nach seiner Rückkehr habilitierte er sich 2001 bei Michael Kilian in Halle (Saale). Als apl. Professor an der Martin-Luther-Universität Halle-Wittenberg liest er Öffentliches Recht einschließlich Kirchen- und Staatskirchenrecht sowie Rechtsvergleichung im öffentlichen Recht.
Als Rechtsanwalt zugelassen und vorübergehend als Attorney in Dschidda, ging er 2000 zu Freshfields Bruckhaus Deringer und 2003 zu einer anderen Kanzlei in Hamburg. Von 2007 bis 2014 war er für Raupach & Wollert-Elmendorff tätig. Seit 2014 arbeitete er für Taylor Wessing, bevor er 2018 als erster Hamburger Partner in die Curacon Rechtsanwaltsgesellschaft eintrat.

## Auszeichnungen
- Fakultätspreis der Theologischen Fakultät der University of Oxford (1999)
- Klinggräff-Medaille des Stiftervereins Alter Corpsstudenten (2000)[7]
- Ehrenritter des Johanniterordens (2004)
- Preis der  Schmitz-Nüchterlein-Stiftung (Nürnberg, 2005)

## Mitgliedschaften und Ehrenämter
- Vereinigung der Deutschen Staatsrechtslehrer
- Gesellschaft für Rechtsvergleichung
- Deutscher Verein für internationales Seerecht
- Gesellschaft für arabisches und islamisches Recht
- Ecclesiastical Law Society
- Deutsche Vereinigung für gewerblichen Rechtsschutz und Urheberrecht
- Deutsch-Schweizerische Juristenvereinigung
- Mitglied des Landesjustizprüfungsamtes Sachsen-Anhalt

## Werke (Auswahl)
- Die Möglichkeit der Rechtswahl im Internationalen Arzthaftungsrecht. Medizinrecht 16 (1998), H. 12, S. 546–550.
- Die Bedeutung der Reichsgrundgesetze für die konfessionellen Wiedervereinigungsversuche. Zeitschrift für Kirchengeschichte 1 (2000), S. 342–355.
- Stiftungsrecht – Kommentar. Verlag C. H. Beck, München 2011.
- mit Harry Schmidt, Dominik Greinacher, Gertrud Mische, Carsten Reimann, Anne Wegner und Nina Wernicke (Hg.): Schuldrechtsreform 2002. Freshfields Bruckhaus Deringer, Berlin – Frankfurt am Main – Hamburg – Köln 2002.
- mit Holger Zaborowski (Hg.): Church as Politeia. The Political Self-Understanding of Christianity. Oxford 2000. Arbeiten zur Kirchengeschichte, Bd. 87. Verlag Walter de Gruyter, Berlin – New York 2004. GoogleBooks